# Stazione di Saint Louis Union
La Stazione di Saint Louis Union (in inglese St. Louis Union Station) è un monumento storico nazionale ed ex stazione ferroviaria di Saint Louis, Missouri, Stati Uniti. All'inaugurazione, nel 1894, la stazione era la più grande del mondo. Il traffico raggiunse il picco di 100 000 persone al giorno negli anni '40. L'ultimo treno passeggeri Amtrak lasciò la stazione nel 1978.
Negli anni '80 la stazione è stata ristrutturata e trasformata in un hotel, centro commerciale e complesso di intrattenimento. Gli anni 2010 e 2020 hanno visto ulteriori ristrutturazioni e ampliamenti delle strutture dedicate all'intrattenimento e agli uffici. La parte alberghiera della stazione fa parte degli Historic Hotels of America, programma ufficiale del National Trust for Historic Preservation.
Dopo una sistemazione provvisoria della stazione ferroviaria, nel 2008 ha aperto a circa 400 metri a sud della Union Station, il Gateway Multimodal Transportation Center, conosciuto anche come Gateway Station che serve MetroLink, Amtrak e Greyhound Lines e altre compagnie di autobus.